# Graccherne
Graccherne (latin: Gracchi), Gracchi-brødrene eller Gracchus-brødrene var to brødre, der levede i begyndelsen af den sene Romerske Republik: Tiberius Gracchus og Gajus Gracchus. De tjente som plebejertribuner i henholdsvis 133 f.Kr. og 122-121 f.Kr. De var velstående og veltalende fortalere for sociale reformer. De blev begge dræbt af et reaktionært politisk system: Tiberius blev dræbt i 133 f.Kr., mens Gajus blev dræbt i 121 f.Kr. – de blev begge dræbt umiddelbart efter de havde tjent som plebejertribuner. Deres embedsperioder som plebejertribuner udløste en række indenlandske kriser, som betragtes som urovækkende for den Romerske Republik og bidragende til dens sammenbrud.

## Baggrund
Gracchusslægten havde stor politisk indflydelse, selv om den ikke var af patricisk oprindelse. Den havde opbygget store rigdomme og gode forbindelser til mange af Roms øvrige førende slægter.
Brødrene var sønner af konsulen Tiberius Sempronius Gracchus d.æ. og den patriciske Cornelia Africana. Især gennem deres moder havde Tiberius og Gajus et meget fint stamtræ. Hun var datter af den berømte general Publius Cornelius Scipio Africanus og Æmilia Paula, Lucius Æmilius Paulus Macedinonicus’ søster. Tiberius’ og Gajus’ søster Sempronia blev gift med en anden berømt general Publius Cornelius Scipio Æmilianus.

## Tiberius Gracchus
Under den 3. Puniske krig gjorde Tiberius tjeneste som militærtribun under sin svoger Scipio Æmilianus. Efter krigen blev han i 137 f.Kr. udnævnt til kvæstor og forflyttet til den urolige by Numantia i Spanien. Felttoget i Spanien var nær endt i katastrofe, da romerne led et stort nederlag. Tiberius reddede soldaterne liv ved at underskrive en fredsaftale, men i Rom kaldte Scipio Æmilianus denne handling kujonagtig og krævede den annulleret. Det var en vigtig grund til Tiberius' fjendskab med Scipio Æmilianus og senatet.
I 133 f.Kr. blev Tiberius valgt som folketribun som de øvrige mænd i familien. Han iværksatte et reformprogram, der skulle forbedre forholdene for Roms fattigste indbyggere, men truede de rigestes formuer og indflydelse. Da Tiberius søgte genvalg som tribun, blev han myrdet på Kapitol af sin fætter Publius Cornelius Scipio Nasica Serapio.

## Gajus Gracchus
Gajus begyndte som sin bror som militærtribun ved Scipio Æmilianus, denne gang i Numantia, hvor Tiberius havde lidt nederlag. Han var som ung mand vidne til urolighederne omkring sin brors reformforsøg og mordet på ham. Gajus arvede først familiens formue og siden brorens politiske program.
I 126 f.Kr. blev Gajus udnævnt som kvæstor på Sardinien. I 123 f.Kr. var han tilbage i Rom og blev valgt til folketribun. Han fortsatte brorens reformprogram. Han havde lært af brorens kamp og fik flere lovforslag vedtaget, men senatorernes modstand voksede. Gajus blev genvalgt i 122 f.Kr., men tabte i 121 f.Kr. til senatorernes kandidat.